# Soha Ali Khan
Soha Ali Khan (New Delhi, 4 oktober 1978) is een Indiase actrice.

## Biografie
Soha is vooral bekend vanwege haar werk in de Hindi-filmindustrie, hoewel ze ook in Bengaalse en Engelstalige films heeft gespeeld. Ze maakte haar debuut in 2004 met de film Iti Srikanta. Ze is de dochter van actrice Sharmila Tagore en zusje van acteur Saif Ali Khan.
In 2015 stapte ze in het huwelijksbootje met acteur Kunal Khemu.

## Filmografie

### Films
| Jaar | Film                             | Rol                 | Opmerking          |
| ---- | -------------------------------- | ------------------- | ------------------ |
| 2004 | Iti Srikanta                     | Kamallata           | Bengaals           |
| 2004 | Dil Maange More                  | Neha                |                    |
| 2005 | Pyaar Mein Twist                 | Riya Arya           |                    |
| 2005 | Shaadi No. 1                     | Sonia               |                    |
| 2005 | Antarmahal                       | Jasomati            | Bengaals           |
| 2006 | Rang De Basanti                  | Sonia               |                    |
| 2006 | Ahista Ahista                    | Megha Joshi         |                    |
| 2007 | Khoya Khoya Chand                | Nikhat              |                    |
| 2007 | Chaurahen                        | Ira                 | Engelstalig        |
| 2008 | Mumbai Meri Jaan                 | Rupali Joshi        |                    |
| 2008 | Dil Kabaddi                      | Mita                |                    |
| 2009 | Dhoondte Reh Jaaoge              | Neha Chattopadhayay |                    |
| 2009 | 99                               | Pooja               |                    |
| 2009 | Tum Mile                         | Sanjana             |                    |
| 2009 | Meridian Lines                   | Sameera             | Engels/ Hinditalig |
| 2009 | Life Goes On                     | Diya Banerjee       | Engelstalig        |
| 2010 | Mumbai Cutting                   |                     | verhaal: The Ball  |
| 2010 | Tera Kya Hoga Johnny             | Preeti              |                    |
| 2011 | Soundtrack                       | Gauri               |                    |
| 2012 | Midnight's Children              | Jamila              | Engelstalig        |
| 2013 | Saheb, Biwi Aur Gangster Returns | Ranjana             |                    |
| 2013 | Go Goa Gone                      | ex van Hardik       |                    |
| 2013 | War Chod Na Yaar                 | Ruth Dutta          |                    |
| 2014 | Mr Joe B. Carvalho               | ShantiPriya Phadnis |                    |
| 2014 | Chaarfutiya Chhokare             | Neha Tandon         |                    |
| 2016 | 31st October                     | Tejinder Kaur       |                    |
| 2016 | Ghayal: Once Again               | Rhea                |                    |
| 2017 | Sound Proof                      |                     | korte film         |
| 2018 | Saheb, Biwi Aur Gangster 3       | Ranjana             |                    |
| 2025 | Chhorii 2                        | Daasi Maa           |                    |

### Webseries
| Jaar | Serie                   | Rol               | Platform    |
| ---- | ----------------------- | ----------------- | ----------- |
| 2022 | Kaun Banegi Shikharwati | Rajkumari Gayatri | Zee5        |
| 2022 | Hush Hush               | Saiba             | Prime Video |